# Abbeyleix
Abbeyleix (in irlandese: Mainistir Laoise ) è una cittadina nella Contea di Laois, in Irlanda.